# Виконт Маргессон

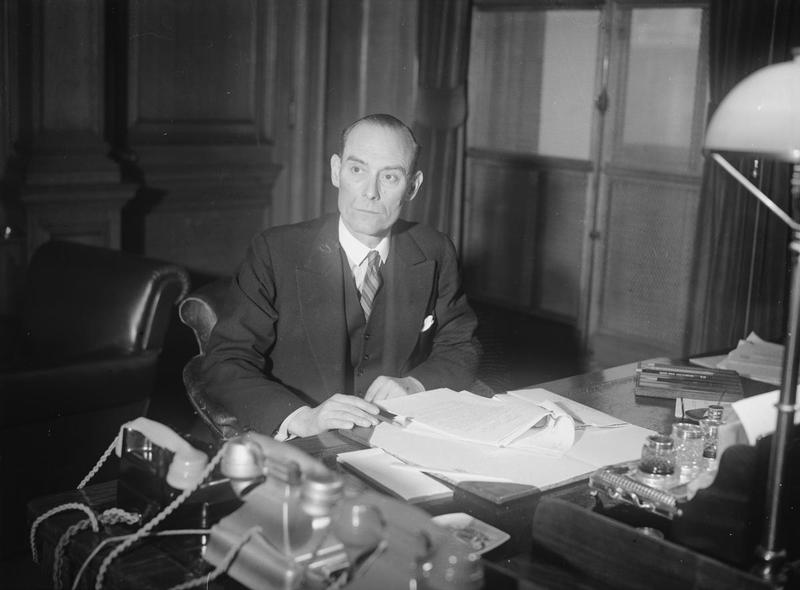
Генри Дэвид Реджинальд Маргессон, 1-й виконт Маргессон (1890—1965)

Виконт Маргессон (англ. Viscount Margesson) из Регби в графстве Уорикшир — наследственный титул в системе Пэрства Соединённого королевства. Он был создан 27 апреля 1942 года для консервативного политика Дэвида Маргессона (1890—1965). Он занимал посты парламентского секретаря казначейства (1931—1940) и военного министра (1940—1942).
По состоянию на 2025 год носителем титула являлся его внук, Ричард Фрэнсис Дэвид Маргессон, 3-й виконт Маргессон (род. 1960), который сменил своего отца в 2014 году.

## Виконты Маргессон (1942)
- 1942—1965: Генри Дэвид Реджинальд Маргессон, 1-й виконт Маргессон (26 июля 1890 — 24 декабря 1965), старший сын сэра Мортимера Реджинальда Маргессона (1861—1947);
- 1965—2014: Фрэнсис Вир Хэмпден Маргессон, 2-й виконт Маргессон (17 апреля 1922 — 11 ноября 2014), единственный сын предыдущего;
- 2014 — настоящее время: Ричард Фрэнсис Дэвид Маргессон, 3-й виконт Маргессон (род. 25 декабря 1960), единственный сын предыдущего.

Наследника титула нет.